# 水の旋律
『水の旋律』（みずのせんりつ）は、KIDから発売されたゴシックロマンスアドベンチャーゲーム。乙女ゲームにも該当する。

## 歴史
- 2005年9月29日、PlayStation 2版『水の旋律』がKIDより発売。特典ドラマCD「水の旋律-前奏曲-」の付属する初回限定版と通常版がある。
- 2006年10月26日、PlayStation 2版『水の旋律2 〜緋の記憶〜』（ひのきおく）がKIDより発売。ドラマCD「仁美の尚和町案内+α」と特製絵本「なれたらいいのに」の付属する初回限定版と通常版がある。なお、本作は会社法人としてのKIDが最後に発売したオリジナルゲームである。
- 2009年12月24日、PlayStation Portable版『水の旋律』がサイバーフロントより発売。
- 2010年2月25日、PlayStation Portable版『水の旋律2 〜緋の記憶〜』がサイバーフロントより発売。

## 内容
人魚の肉を食べて不死となった八百比丘尼（やおびくに）の伝説を基にした作品。第3作の構想もあったが、KIDが倒産したため立ち消えとなった。

### 水の旋律
八百比丘尼の時代から800年後の現代に、本人も無自覚のままその血を受けた1人の少女・白石陽菜をめぐって起こる騒動が描かれる。
企画自体は実際に『水の旋律』が制作されるより2年ほど前から存在していたが、乙女ゲームを任せられる女性スタッフの不在やバラバラに終わった外部リサーチ結果といった問題があったため実現しなかった。その後、信頼できるスタッフがそろったことにより制作が開始したが、学園ものだった当初の案が事情により頓挫し、残った6人のメインキャラクターを使用してまったく別の内容にすることが決まった。当時、女性受けしやすい伝奇作品がライトノベルで多く見られる一方でゲームには少なかったので、伝奇色を強く打ち出した「ゴシックロマンス・アドベンチャー」となった。
店舗購入特典として、キャラクター別の6種類のドラマCDが配布された。内容は好評だったが、「1枚にまとめてくれ」「片瀬のドラマもほしい」といった反響があった。
通常は女性声優が演じるような各キャラクターの幼少期を男性声優がそのまま演じているのが特徴であり、担当声優の多くはそれが辛かったと述べていた。
主人公が怯えてすくみあがったり、誰かに頼るような選択肢を選んでいると犬に襲われるという仕様になっているが、ユーザーによって頻繁に犬に襲われる者とまったく襲われない者とに分かれた。一部ユーザーには「犬の戦慄」と言われたという。

### 水の旋律2 〜緋の記憶〜
前作の2年後、手塚京輔と同じ孤児院「柏木ホーム」で育った柏木きらが主人公。両親が殺害された現場のホテルに向かったきらが、その近辺の祠で偶然一振りの太刀を手にしたところから、一謡と九艘、八咫と呼ばれる一族を巡る戦いに巻き込まれていく。
前作で主人公の敵だった設楽優とサブキャラクターだった加々良水季の2人が攻略対象に昇格した。また、前作のクリアデータがあれば、キャラクター毎のデータ引継ぎが可能。引継いだ場合、作中で引継ぎキャラと白石陽菜の恋愛模様を垣間見られる。ただし、トゥルーエンドの引継ぎとなる他キャラクターと異なり、手塚京輔のみ、2のシナリオと矛盾が生じないようにグッドエンドの引継ぎとなる。
主人公の強さを表現するため、そして敵への怒りをキャラクターと共有することで感情移入しやすくするため、戦闘システムが導入されている。
作品のテーマは「結局八百比丘尼ってなんだったの？」である。比丘尼の愛した者はみな人生を狂わされており、その運命を正したいという意思を主人公たちが受け継いでいる様子を劇中で描いている。

## 世界観
九艘（くそう）
八百比丘尼の第2子の子孫。九艘の始祖は赤ん坊のときに一謡の者に殺されかけたため、比丘尼が自らの指を食いちぎって与えて助けた。そのため九艘一族は比丘尼の不死性を強く受け継いでおり、病気にならず、多少の傷もすぐに完治する。直系に近いほど長命で300 - 400年を生きる。
片目が青く染まるとき、さまざまな特殊能力を発揮する。
生涯に一度だけ「割血の儀式」が可能で、血を分けた人間を九艘にすることができるが（この場合大半が将来の伴侶にしたい相手）、前提として相手の深い理解と同意が必要。この儀式は対象者のリスクが非常に高く、激しい苦痛が数日間続き、血が適合しなければ死亡する。また、一謡に割血を行うと必ず拒絶反応を起こし亡くなる。
一謡（いちよう）
八百比丘尼の第1子の子孫。九艘のような治癒能力はないものの寿命は普通の人間より長く120 - 140年ほど。ただし九艘とは違い病気や怪我で死ぬこともあるため、人間と共存しやすく婚姻も多い。
真言を唱えると右手の甲に紋様が浮かび、さまざまな特殊能力を発揮する。
比丘尼が自らの髪の毛を溶かし込んで鍛えた「水断刀」と呼ばれる刀を継承している。比丘尼が自害しようとして作ったこの刀で斬られた箇所には九艘の治癒能力が効かないため、九艘を殺害できる唯一の手段といえる。水断刀に選ばれた人物はハンターと呼ばれる。水断刀はそれぞれ片瀬家、明月家、設楽家によって管理と継承を行っている。現存が確認されているのは「双竜の太刀」「荒神の太刀」「鳳凰の太刀」の3本のみ。誰でも刀を扱えるわけではなく、水断刀自身が扱う相手を選び反応する。継承の儀は「共鳴の儀」と呼ばれ、12歳になれば男女を問わず行われる。
八咫（やた）
八百比丘尼の2番目の夫（九艘の始祖の父親）が死に瀕したとき、比丘尼は彼を蘇らせようとして自らの血を与えたが、男はそのまま死んでしまった。しかし比丘尼が立ち去った後、男は正気を失い、獣のような姿になって蘇生した。彼は人間の娘をさらって子を産ませ、その子孫はさらに獣とも交わった。これが八咫一族の起源である。
寿命は九艘並に長いが、獣の血が濃いため人の姿を取ることができる者は少ない。式神を使役するなど呪術に長けている。
初期設定では「シンクタンク」という組織だったが、和風テイストの作品になじまないとして再考された。斎宮が白衣を着ているところに、シンクタンクの研究者という初期設定の名残が見られる。

## 登場人物

### メインキャラクター
白石 陽菜（しらいし ひな）※名前変更不可
声：仙台エリ ※ドラマCDと2のみ
主人公。プレイヤーキャラクター。
尚和高校1年生。父親の海外赴任を機に、寮のある尚和高校に進学し、10年ぶりにかつて住んでいた街に戻ってくる。昔から、悲しいときには雨が降るという現象が起こっていた。明るく前向きな少女。八百比丘尼が持っていた天候を操る「天泣の力」（てんきゅうのちから）を受け継いだため、九艘と一謡の争いに巻き込まれる。
『緋の記憶』では主人公の恋敵として登場する。状況に翻弄される弱々しいところはなくなり、天泣の力も自在に使いこなせるようになっている。
桐原 貴人（きりはら たかひと）
声：井上和彦
尚和高校教師。冷静沈着で排他的な性格。陽菜を監視している。風でバリアーを作る「神凪の力」（かんなぎのちから）を持つ。
桐原 拓哉（きりはら たくや）
声：子安武人
尚和高校2年生。ぶっきらぼうな性格。風を操って攻撃する「颶風の力」（ぐふうのちから）を持つが、当人は瓦礫の片付けぐらいにしか役立たないと語っている。
加々良 愁一（かがら しゅういち）
声：森田成一
葉光高校2年生。一謡一族の次期当主。人の上に立つ器量を備えているが、少々わがまま。弁財天の真言を唱えることで、相手の記憶を消す「忘却謡」（わすれのうた）を使う。
明月 圭（あきづき けい）
声：遠近孝一
葉光高校2年生。愁一の護衛役。一謡のハンターで「鳳凰の太刀」の持ち主だが、戦いを好まない。堅実、実直、真面目。不動明王の真言を唱えることで、相手の動きを封じる「呪縛謡」（しばりのうた）を使う。
片瀬 哲生（かたせ てつお）
声：檜山修之
陽菜を狙う一謡のハンターで「双龍の太刀」の持ち主。女好きで軽薄な性格。摩利支天の真言を唱えることで、相手を一時的に操る「傀儡謡」（くぐつのうた）を使う。
隠し攻略キャラクター。当初の予定にはなかったが、キャラクターデザインを見て気に入った藤生佳恵ディレクターが強く希望したことで攻略対象になった。
手塚 京輔（てづか きょうすけ）
声：谷山紀章
妙栄大学3年生。温和でまじめな性格。「茶呑書房」でアルバイト中。風俗学を専攻しており、「八百比丘尼」の生態や、この地に昔からある伝説を研究している。
新野 憲吾（しんの けんご）
声：鈴村健一
尚和高校1年生。陽菜の幼馴染で、彼女に想いを寄せている。熱血漢のバスケットボール少年。

### サブキャラクター
桐原 政嗣（きりはら まさつぐ）
声：小野大輔
九艘。貴人にとっての義父、拓哉の実父である。近距離の瞬間移動「地走の力」（じばしりのちから）の持ち主。
式部 水琴（しきぶ　みこと）
声：望木祐子
時おり陽菜の夢に出てくる老婆。実は九艘の長老で、他人と夢で会話する「夢渡の力」のほかに未来を予見する「遠見の力」を持つ。
加々良 真秋（かがら まさあき）
声：安元洋貴
一謡の現当主。九艘一族との和平の道を探っている。紋様は太元帥明王を表す。
加々良 水季（かがら みずき）
声：三浦祥朗
一謡。愁一の兄だが、病弱で特殊能力もないため、弟が家督を継ぐのがふさわしいと思っている。
設楽 優（したら すぐる）
声：斎賀みつき
一謡のハンターで「荒神の太刀」の持ち主。九艘を憎む戦い好きの少年。閻魔天の真言を唱えることで、相手に幻覚を見せる「幻惑謡」（まぼろしのうた）を使う。
日下部 仁美（くさかべ ひとみ）
声：新井里美
陽菜の幼馴染。ここしばらく音信不通にしていたが、高校入学時、10年ぶりに再会した。おっとりした性格の少女。ぬいぐるみ好きだが作るのは下手。茶道部に所属している。

## 登場人物（緋の記憶）

### メインキャラクター（緋の記憶）
柏木 きら（かしわぎ きら）※個人名のみ変更可能
声：伊瀬茉莉也 ※ゲームでは一部のみ。
主人公。プレイヤーキャラクター。
尚和高校2年生で、剣道二段の腕前。柏木ホームで育った孤児で、同じ施設出身の京輔に片思いしている。失われていた水断刀「阿修羅の太刀」を手にしたことから、八百比丘尼の子孫を取り巻く運命に関わっていくことになる。
自らも一謡の血を引いており、羅睺星の真言を唱えると、相手を別の場所へ飛ばす「別離謡」（わかれのうた）を発動する。
設楽 優（したら すぐる）
声：斎賀みつき
柏木高校1年生。無口で無愛想。一謡のハンターだったが、2年前に九艘との争いを引き起こしかけた咎で地位を剥奪され、主の水季とも引き離された。
明月 涼（あきづき りょう）
声：近藤隆
一謡の郷の剣道場の師範代。若くして落ち着いた性格。ハンターになることを嘱望されていたが、実際に水断刀を継承したのが弟の圭だったため、兄弟仲はギクシャクしている。十一面観音の真言を唱えることで、相手を眠らせる「昏睡謡」（ねむりのうた）を使う。
加々良 水季（かがら みずき）
声：三浦祥朗
一謡当主の長男だが、2年前に九艘との争いを引き起こしかけた咎のため、郷から放逐されている。病弱で、自らの罪を嘆きながら隠棲している。
安曇 康秀（あずみ やすひで）
声：森川智之
尚和高校3年生で、生徒会長。生真面目だが内面は熱い。九艘一族であり、炎を敵にぶつける「灼風の力」（しゃくふうのちから）を持つ。
式部 吉乃（しきぶ よしの）
声：岸尾大輔
九艘一族の巫女の家系の跡取りだが、やる気を見せずに遊び歩いている。特定の人間の居場所を察知する「影見の力」（かげみのちから）を持つ。
斎宮 好克（さいぐう よしかつ） / 遮那（しゃな）
声：小西克幸
出自不明の水季の主治医。
正体は八咫一族の長、遮那である。一謡と九艘の双方を滅ぼすため、長きに渡って暗躍してきた。
柏木 好春（かしわぎ よしはる） / 普賢（ふげん）
声：下野紘
柏木高校1年。無邪気で草花が好き。きらと同じ柏木ホームの出身で、彼女とは姉弟のように育った。
正体は遮那の弟、普賢である。式神を使って身代わりを立てているため、好春と普賢が戦う組み合わせもありうる。

### サブキャラクター（緋の記憶）
設楽 雅（したら みやび）
声：百々麻子
優の母親。精神を病んでおり、病院で療養している。九艘を激しく憎んでいる。
シスター
声：川崎恵理子
柏木ホームのシスター長。きら、好春、京輔らにとっての母親代わり。

## スタッフ
- 企画・製作 - KID
- キャラクターデザイン - ひだかなみ
- 水の旋律シナリオ - 望月柚枝、山崎浅史
- 水の旋律2 緋の記憶シナリオ - 二枚堂桜キ、梶原有生、カワバタミドリ、望月柚枝（※シナリオ監修 - ヤスカワ正吾）

## 評価
『水の旋律』のオープニングテーマ「ASK」について、洋泉社が発行する『アニソンマガジン』のゲームソングレビュー集においてライターの上田繭子は「V寄りシティポップ」と表現し、斎賀みつきによる男勝りな歌唱表現を賞賛した。

## 関連商品

### CD
水の旋律
- ドラマ&サウンドトラック 〜花篝〜
- ドラマCD 〜夢想組曲〜
- キャラクターソング 〜二人のアナザーストーリー Drop I〜 九艘 （桐原貴人 & 桐原拓哉）
- キャラクターソング 〜二人のアナザーストーリー Drop II〜 茶呑書房 （手塚京輔 & 新野啓吾）
- キャラクターソング 〜二人のアナザーストーリー Drop III〜 一謡 （加々良愁一 & 明月圭）
- キャラクターソング 〜二人のアナザーストーリー Drop IV〜 HUNTER （片瀬哲生 & 設楽優）

緋の記憶
- キャラクターソング　Flame series I（安曇康秀 with 式部吉乃）
- キャラクターソング　Flame series II（設楽優 with 明月涼）
- キャラクターソング　Flame series III（遮那 with 柏木好春）
- ドラマ＆サウンドトラック 〜残照〜

水の旋律+緋の記憶
- 水の旋律 Sweet Box

### ファンディスク
- WIN対応CD-ROM 「協奏曲」

### 書籍
- 月刊「コミックZERO-SUM」連載（2005.11 - 2007.1）「水の旋律 〜幻沫謡（げんまつのうた）〜」 画：如月芳規
  - 水の旋律 〜幻沫謡〜 1 ISBN 978-4-7580-5233-7
  - 水の旋律 〜幻沫謡〜 2 ISBN 978-4-7580-5271-9
- 水の旋律 公式ビジュアルファンブック ISBN 978-4-7577-2546-1
- 水の旋律 アンソロジーコミック ISBN 978-4-7577-2629-1
- 水の旋律2 〜緋の記憶〜 公式ビジュアルファンブック ISBN 978-4-7577-3121-9